# Anomochloa marantoidea
Anomochloa es un género monotípico de plantas perteneciente a la familia de las poáceas. Su única especie: Anomochloa marantoidea Brongn., es originaria de Brasil. Es el único miembro de la tribu Anomochloeae.

## Descripción
Son plantas perennes; rizomatosas y cespitosas, con tallos de 30-50 cm de alto; herbáceas. Entrenudos sólidos. Hojas en su mayoría basales; auriculadas (en las vainas); sin setas auriculares, las láminas de las hojas estrechamente lanceoladas (a oblongo-lanceoladas); amplias; (40 -) 60-100 mm de ancho (18-40 cm de longitud); cordadad ; plana; pseudopecioladas (los pecíolos de hasta 25 cm) ; con veteado palmeado; aparentemente persistente (pero más o menos articulada). Lígula con una franja de pelos. Contra-lígula ausente. Planta bisexual, con espiguillas bisexuales; con flores hermafroditas.

## Taxonomía
Anomochloa marantoidea fue descrita por Adolphe Theodore Brongniart y publicado en Annales des Sciences Naturelles; Botanique, sér. 3 16: 368, pl. 23. 1851.
Citología
El número cromosómico básico del género es x = 9, con números cromosómicos somáticos de 2n = 36, tetraploide.
Sinonimia
- Anomochloa macrantoidea A.Braun ex Pritz.[3][4]